# Portugal op de Olympische Zomerspelen 2024
Portugal nam deel aan de Olympische Zomerspelen 2024 in Parijs, Frankrijk.

## Medailleoverzicht
| Medaille | Naam                     | Sport          | Onderdeel              | Datum       |
| -------- | ------------------------ | -------------- | ---------------------- | ----------- |
| Goud     | Iúri Leitão Rui Oliveira | Baanwielrennen | Koppelkoers (m)        | 10 augustus |
|          |                          |                |                        |             |
| Zilver   | Iúri Leitão              | Baanwielrennen | Omnium (m)             | 8 augustus  |
| Zilver   | Pedro Pichardo           | Atletiek       | Hink-stap-springen (m) | 9 augustus  |
|          |                          |                |                        |             |
| Brons    | Patrícia Sampaio         | Judo           | Half zwaar -78 kg (v)  | 1 augustus  |

## Aantal Deelnemers
Hieronder volgt een overzicht van de atleten die zich reeds gekwalificeerd hebben voor de Olympische Zomerspelen van 2024.
| sport        | mannen | vrouwen | totaal |
| ------------ | ------ | ------- | ------ |
| Atletiek     | 9      | 13      | 22     |
| Breakdance   | 0      | 1       | 1      |
| Gymnastiek   | 1      | 1       | 2      |
| Judo         | 2      | 5       | 7      |
| Kanovaren    | 3      | 1       | 4      |
| Paardensport | 3      | 2       | 5      |
| Schietsport  | 0      | 1       | 1      |
| Skateboarden | 2      | 0       | 2      |
| Surfen       | 0      | 2       | 2      |
| Tafeltennis  | 3      | 2       | 5      |
| Tennis       | 2      | 0       | 2      |
| Triatlon     | 2      | 2       | 4      |
| Wielersport  | 4      | 3       | 7      |
| Zeilen       | 2      | 2       | 4      |
| Zwemmen      | 3      | 2       | 5      |
| totaal       | 36     | 37      | 73     |

## Deelnemers en Resultaten

### Atletiek

#### Loopnummers
Mannen
| atleet        | onderdeel | series  | series | herkansingen | herkansingen | halve finale   | halve finale   | finale         | finale         |
| atleet        | onderdeel | tijd    | rang   | tijd         | rang         | tijd           | rang           | tijd           | rang           |
| ------------- | --------- | ------- | ------ | ------------ | ------------ | -------------- | -------------- | -------------- | -------------- |
| João Coelho   | 400 m     | 45.35   | 4 H    | 45.64        | 5            | niet geplaatst | niet geplaatst | niet geplaatst | niet geplaatst |
| Isaac Nader   | 1500 m    | 3:35.44 | 6 Q    | bye          | bye          | 3:34.75        | 8              | niet geplaatst | niet geplaatst |
| Samuel Barata | marathon  | n.v.t.  | n.v.t. | n.v.t.       | n.v.t.       | n.v.t.         | n.v.t.         |                |                |

Vrouwen
| atlete           | onderdeel         | voorronde | voorronde | series   | series | herkansingen | herkansingen | halve finale   | halve finale   | finale         | finale         |
| atlete           | onderdeel         | tijd      | rang      | tijd     | rang   | tijd         | rang         | tijd           | rang           |                |                |
| ---------------- | ----------------- | --------- | --------- | -------- | ------ | ------------ | ------------ | -------------- | -------------- | -------------- | -------------- |
| Lorène Bazolo    | 100m              | bye       | bye       | 11.38    | 5      | n.v.t.       | n.v.t.       | niet geplaatst | niet geplaatst | niet geplaatst | niet geplaatst |
| Lorène Bazolo    | 200m              | n.v.t.    | n.v.t.    | 23.10    | 5 H    | 23.08        | 4            | niet geplaatst | niet geplaatst | niet geplaatst | niet geplaatst |
| Cátia Azevedo    | 400m              | n.v.t.    | n.v.t.    | 52.73    | 8 H    | 52.04 SB     | 5            | niet geplaatst | niet geplaatst | niet geplaatst | niet geplaatst |
| Salomé Afonso    | 1500m             | n.v.t.    | n.v.t.    | 4:04.42  | 5 Q    | bye          | bye          |                |                |                |                |
| Mariana Machado  | 5000m             | n.v.t.    | n.v.t.    | 15:23.26 | 11     | bye          | bye          | bye            | bye            | niet geplaatst | niet geplaatst |
| Fatoumata Diallo | 400m horden       | n.v.t.    | n.v.t.    | 54.75    | 2 Q    | bye          | bye          | 54.93          | 6              | niet geplaatst | niet geplaatst |
| Susana Godinho   | marathon          | n.v.t.    | n.v.t.    | n.v.t.   | n.v.t. | n.v.t.       | n.v.t.       |                |                |                |                |
| Ana Cabecinha    | 20km snelwandelen | n.v.t.    | n.v.t.    | n.v.t.   | n.v.t. | n.v.t.       | n.v.t.       | 1:46:30        | 43             |                |                |
| Vitória Oliveira | 20km snelwandelen | n.v.t.    | n.v.t.    | n.v.t.   | n.v.t. | n.v.t.       | n.v.t.       | 1:36:22        | 38             |                |                |

#### Technische nummers
Mannen
| atleet          | onderdeel        | kwalificaties | kwalificaties | finale         | finale         |
| atleet          | onderdeel        | afstand       | rang          | afstand        | rang           |
| --------------- | ---------------- | ------------- | ------------- | -------------- | -------------- |
| Tiago Pereira   | hinkstapspringen |               |               |                |                |
| Pedro Pichardo  | hinkstapspringen |               |               |                |                |
| Tsanko Arnaudov | kogelstoten      | 20,31 m       | 16            | niet geplaatst | niet geplaatst |
| Francisco Belo  | kogelstoten      | NM            | NM            | niet geplaatst | niet geplaatst |
| Pedro Buaró     | polsstokspringen | 5.40m         | =25           | niet geplaatst | niet geplaatst |
| Leandro Ramos   | speerwerpen      | 75.73         | 28            | niet geplaatst | niet geplaatst |

Vrouwen
| atlete          | onderdeel    | kwalificaties | kwalificaties | finale         | finale         |
| atlete          | onderdeel    | afstand       | rang          | afstand        | rang           |
| --------------- | ------------ | ------------- | ------------- | -------------- | -------------- |
| Liliana Cá      | discuswerpen | 62.43         | 14            | niet geplaatst | niet geplaatst |
| Irina Rodrigues | discuswerpen | 62.90 m       | 10 q          | 61.19 m        | 9              |
| Eliana Bandeira | kogelstoten  |               |               |                |                |
| Jéssica Inchude | kogelstoten  |               |               |                |                |
| Agate de Sousa  | verspringen  | 6.34 m        | 24            | niet geplaatst | niet geplaatst |

### Breakdance
| Atleet         | Nickname       | Onderdeel | Kwalificatie | Kwalificatie | Ronde 1                | Kwartfinale            | Halve finale           | Finale / BM            | Finale / BM |
| Atleet         | Nickname       | Onderdeel | Punten       | Rang         | Tegenstander Resultaat | Tegenstander Resultaat | Tegenstander Resultaat | Tegenstander Resultaat | Rang        |
| -------------- | -------------- | --------- | ------------ | ------------ | ---------------------- | ---------------------- | ---------------------- | ---------------------- | ----------- |
| Vanessa Marina | B-Girl Vanessa | B-Girls   |              |              |                        |                        |                        |                        |             |

### Gymnastiek

#### Turnen
Vrouwen
| Turnster(s)        | Onderdeel | Kwalificatie | Kwalificatie | Kwalificatie | Kwalificatie | Kwalificatie | Kwalificatie | Finale  | Finale  | Finale  | Finale  | Finale | Finale |
| Turnster(s)        | Onderdeel | Toestel      | Toestel      | Toestel      | Toestel      | Totaal       | Plaats       | Toestel | Toestel | Toestel | Toestel | Totaal | Plaats |
| Turnster(s)        | Onderdeel | Sprong       | Brug         | Balk         | Vloer        | Totaal       | Plaats       | Sprong  | Brug    | Balk    | Vloer   | Totaal | Plaats |
| ------------------ | --------- | ------------ | ------------ | ------------ | ------------ | ------------ | ------------ | ------- | ------- | ------- | ------- | ------ | ------ |
| Ana Filipa Martins | meerkamp  | 14.133       | 13.800       | 12.600       | 12.633       | 53.166       | 18 Q         | 12.500  | 13.566  | 12.700  | 12.466  | 51.232 | 20     |

#### Trampoline
| atleet              | onderdeel | kwalificaties | kwalificaties | finale | finale |
| atleet              | onderdeel | score         | rang          | score  | rang   |
| ------------------- | --------- | ------------- | ------------- | ------ | ------ |
| Gabriel Albuquerque | mannen    | 59.750        | 5 Q           | 59.740 | 5      |

### Judo
Mannen
| atleet        | onderdeel | eerste ronde         | tweede ronde               | derde ronde          | kwartfinale          | halve finale         | herkansing           | finale / BM          | finale / BM    |
| atleet        | onderdeel | tegenstander uitslag | tegenstander uitslag       | tegenstander uitslag | tegenstander uitslag | tegenstander uitslag | tegenstander uitslag | tegenstander uitslag | rang           |
| ------------- | --------- | -------------------- | -------------------------- | -------------------- | -------------------- | -------------------- | -------------------- | -------------------- | -------------- |
| João Fernando | −81 kg    | bye                  | Gauthier-Drapeau V 00 - 10 | niet geplaatst       | niet geplaatst       | niet geplaatst       | niet geplaatst       | niet geplaatst       | niet geplaatst |
| Jorge Fonseca | -100 kg   | bye                  | Wolf V 00 - 10             | niet geplaatst       | niet geplaatst       | niet geplaatst       | niet geplaatst       | niet geplaatst       | niet geplaatst |

Vrouwen
| atlete           | onderdeel | eerste ronde         | tweede ronde         | kwartfinale          | halve finale         | herkansing           | finale / BM          | finale / BM    |
| atlete           | onderdeel | tegenstander uitslag | tegenstander uitslag | tegenstander uitslag | tegenstander uitslag | tegenstander uitslag | tegenstander uitslag | rang           |
| ---------------- | --------- | -------------------- | -------------------- | -------------------- | -------------------- | -------------------- | -------------------- | -------------- |
| Catarina Costa   | −48 kg    | Menz W 01 - 00       | Narváez V 00 - 10    | niet geplaatst       | niet geplaatst       | niet geplaatst       | niet geplaatst       | niet geplaatst |
| Bárbara Timo     | −63 kg    | Kim J-s V 00 - 10    | niet geplaatst       | niet geplaatst       | niet geplaatst       | niet geplaatst       | niet geplaatst       | niet geplaatst |
| Taís Pina        | −70 kg    | Polling V 00 - 01    | niet geplaatst       | niet geplaatst       | niet geplaatst       | niet geplaatst       | niet geplaatst       | niet geplaatst |
| Patrícia Sampaio | −78 kg    | Cherotich W 10 - 00  | Malonga W 11 - 00    | Ma Z W 10 - 00       | Bellandi V 00 - 01   | bye                  | Takayama W 10 - 00   | Brons          |
| Rochele Nunes    | +78 kg    | Mzougui W 10 - 00    | Cerić V 00 - 10      | niet geplaatst       | niet geplaatst       | niet geplaatst       | niet geplaatst       | niet geplaatst |

### Kanovaren

#### Sprint
Mannen
| atleet                        | onderdeel  | series  | series | kwartfinale | kwartfinale | halve finale | halve finale | finale | finale |
| atleet                        | onderdeel  | tijd    | rang   | tijd        | rang        | tijd         | rang         | tijd   | rang   |
| ----------------------------- | ---------- | ------- | ------ | ----------- | ----------- | ------------ | ------------ | ------ | ------ |
| Fernando Pimenta              | K-1 1000 m |         |        |             |             |              |              |        |        |
| Messias Baptista João Ribeiro | K-2 500 m  | 1:28.10 | 2 Q    | bye         | bye         |              |              |        |        |

Vrouwen
| atlete         | onderdeel | series | series | kwartfinale | kwartfinale | halve finale | halve finale | finale | finale |
| atlete         | onderdeel | tijd   | rang   | tijd        | rang        | tijd         | rang         | tijd   | rang   |
| -------------- | --------- | ------ | ------ | ----------- | ----------- | ------------ | ------------ | ------ | ------ |
| Teresa Portela | K-1 500 m |        |        |             |             |              |              |        |        |

### Paardensport

#### Dressuur
| ruiter                                          | paard         | onderdeel   | Grand Prix | Grand Prix | Grand Prix Special | Grand Prix Special | Grand Prix Freestyle | Grand Prix Freestyle | totaal         | totaal         |
| ruiter                                          | paard         | onderdeel   | score      | rang       | score              | rang               | technisch            | artistiek            | uitslag        | rang           |
| ----------------------------------------------- | ------------- | ----------- | ---------- | ---------- | ------------------ | ------------------ | -------------------- | -------------------- | -------------- | -------------- |
| Maria Caetano                                   | Hit Plus      | individueel | 66.630     | 50         |                    |                    | niet geplaatst       | niet geplaatst       | niet geplaatst | niet geplaatst |
| Rita Ralão Duarte                               | Irao          | individueel | 68.261     | 44         | niet geplaatst     | niet geplaatst     | niet geplaatst       | niet geplaatst       |                |                |
| António do Vale                                 | Fine Fallow   | individueel | 66.910     | 48         | niet geplaatst     | niet geplaatst     | niet geplaatst       | niet geplaatst       |                |                |
| Maria Caetano Rita Ralão Duarte António do Vale | zie hierboven | team        | 201.801    | 12         | niet geplaatst     | niet geplaatst     |                      |                      |                |                |

#### Eventing
| ruiter       | paard           | onderdeel   | dressuur    | dressuur | cross-country | cross-country | cross-country | springen       | springen       | springen       | springen       | springen       | springen       | totaal         | totaal         |                |
| ruiter       | paard           | onderdeel   | dressuur    | dressuur | cross-country | cross-country | cross-country | kwalificatie   | kwalificatie   | kwalificatie   | finale         | finale         | finale         | totaal         | totaal         |                |
| ruiter       | paard           | onderdeel   | strafpunten | rang     | strafpunten   | totaal        | rang          | strafpunten    | totaal         | rang           | strafpunten    | totaal         | rang           | strafpunten    | rang           |                |
| ------------ | --------------- | ----------- | ----------- | -------- | ------------- | ------------- | ------------- | -------------- | -------------- | -------------- | -------------- | -------------- | -------------- | -------------- | -------------- | -------------- |
| Manuel Grave | Carat de Bremoy | individueel | 40.90       | 59       | EL            | EL            | EL            | niet geplaatst | niet geplaatst | niet geplaatst | niet geplaatst | niet geplaatst | niet geplaatst | niet geplaatst | niet geplaatst | niet geplaatst |

#### Jumping
| ruiter        | paard      | onderdeel   | kwalificatie | kwalificatie | finale         | finale         | finale         |
| ruiter        | paard      | onderdeel   | strafpunten  | rang         | strafpunten    | tijd           | rang           |
| ------------- | ---------- | ----------- | ------------ | ------------ | -------------- | -------------- | -------------- |
| Duarte Seabra | Dourados 2 | individueel | 8,00         | 48           | niet geplaatst | niet geplaatst | niet geplaatst |

### Schietsport
Vrouwen
| atlete            | onderdeel | kwalificaties | kwalificaties | finale         | finale         |
| atlete            | onderdeel | punten        | rang          | punten         | rang           |
| ----------------- | --------- | ------------- | ------------- | -------------- | -------------- |
| Maria Inês Barros | trap      | 121           | 8             | niet geplaatst | niet geplaatst |

### Skateboarden
Mannen
| atleet          | onderdeel | kwalificaties | kwalificaties | finale         | finale         |
| atleet          | onderdeel | punten        | rang          | punten         | rang           |
| --------------- | --------- | ------------- | ------------- | -------------- | -------------- |
| Thomas Augusto  | park      |               |               |                |                |
| Gustavo Ribeiro | street    | 142.14        | 17            | niet geplaatst | niet geplaatst |

### Surfen
Vrouwen
| Atleet           | Onderdeel | Ronde 1 | Ronde 1 | Ronde 2               | Ronde 3                 | Kwartfinale          | Halve finale         | Finale / BM          | Finale / BM    |
| Atleet           | Onderdeel | Score   | Rang    | Tegenstander Uitslag  | Tegenstander Uitslag    | Tegenstander Uitslag | Tegenstander Uitslag | Tegenstander Uitslag | Rang           |
| ---------------- | --------- | ------- | ------- | --------------------- | ----------------------- | -------------------- | -------------------- | -------------------- | -------------- |
| Teresa Bonvalot  | vrouwen   | 10.34   | 3 R2    | Matsuda V 6.84 - 9.77 | niet geplaatst          | niet geplaatst       | niet geplaatst       | niet geplaatst       | niet geplaatst |
| Yolanda Sequeira | vrouwen   | 7.00    | 3 R2    | Vette W 4.67 - 1.27   | Hennessy V 12.34 - 9.90 | niet geplaatst       | niet geplaatst       | niet geplaatst       | niet geplaatst |

### Tafeltennis
Mannen
| atleet                                     | onderdeel | voorronde            | eerste ronde         | tweede ronde         | derde ronde          | kwartfinale          | halve finale         | finale / BM          | finale / BM    |
| atleet                                     | onderdeel | tegenstander uitslag | tegenstander uitslag | tegenstander uitslag | tegenstander uitslag | tegenstander uitslag | tegenstander uitslag | tegenstander uitslag | rang           |
| ------------------------------------------ | --------- | -------------------- | -------------------- | -------------------- | -------------------- | -------------------- | -------------------- | -------------------- | -------------- |
| Tiago Apolónia                             | enkelspel | bye                  | Lind V 0 - 4         | niet geplaatst       | niet geplaatst       | niet geplaatst       | niet geplaatst       | niet geplaatst       | niet geplaatst |
| Marcos Freitas                             | enkelspel | bye                  | Qiu V 1 - 4          | niet geplaatst       | niet geplaatst       | niet geplaatst       | niet geplaatst       | niet geplaatst       | niet geplaatst |
| Tiago Apolónia Marcos Freitas João Geraldo | team      | n.v.t.               | n.v.t.               | n.v.t.               | Brazilië V 1 - 3     | niet geplaatst       | niet geplaatst       | niet geplaatst       | niet geplaatst |

Vrouwen
| atleet     | onderdeel | voorronde            | eerste ronde         | tweede ronde         | derde ronde          | kwartfinale          | halve finale         | finale / BM          | finale / BM    |
| atleet     | onderdeel | tegenstander uitslag | tegenstander uitslag | tegenstander uitslag | tegenstander uitslag | tegenstander uitslag | tegenstander uitslag | tegenstander uitslag | rang           |
| ---------- | --------- | -------------------- | -------------------- | -------------------- | -------------------- | -------------------- | -------------------- | -------------------- | -------------- |
| Shao Jieni | enkelspel | bye                  | De Nutte W 4 - 2     | Polcanova V 2 - 4    | niet geplaatst       | niet geplaatst       | niet geplaatst       | niet geplaatst       | niet geplaatst |
| Yu Fu      | enkelspel | bye                  | Jeon J-h W 4 - 0     | Bajor V 3 - 4        | niet geplaatst       | niet geplaatst       | niet geplaatst       | niet geplaatst       | niet geplaatst |

### Tennis
Mannen
| atleet                       | onderdeel  | eerste ronde         | tweede ronde                                    | derde ronde                 | kwartfinale          | halve finale         | finale / BM          | finale / BM    |
| atleet                       | onderdeel  | tegenstander uitslag | tegenstander uitslag                            | tegenstander uitslag        | tegenstander uitslag | tegenstander uitslag | tegenstander uitslag | rang           |
| ---------------------------- | ---------- | -------------------- | ----------------------------------------------- | --------------------------- | -------------------- | -------------------- | -------------------- | -------------- |
| Nuno Borges                  | enkelspel  | Navone V 2-6, 2-6    | niet geplaatst                                  | niet geplaatst              | niet geplaatst       | niet geplaatst       | niet geplaatst       | niet geplaatst |
| Francisco Cabral             | enkelspel  | Struff V 2-6, 2-6    | niet geplaatst                                  | niet geplaatst              | niet geplaatst       | niet geplaatst       | niet geplaatst       | niet geplaatst |
| Nuno Borges Francisco Cabral | dubbelspel | n.v.t.               | S. Tsitsipas - P. Tsitsipás W 3-6, 6-3, [12-10] | Struff - Koepfer V 2-6, 2-6 | niet geplaatst       | niet geplaatst       | niet geplaatst       | niet geplaatst |

### Triatlon
Individueel
| Atleet          | Evenement | Zwemmen(1.5 km) | Rang 1 | Fietsen (40 km) | Rang 2 | Lopen(10 km) | Totaal Tijd | Ranking |
| --------------- | --------- | --------------- | ------ | --------------- | ------ | ------------ | ----------- | ------- |
| Ricardo Batista | Mannen    | 21:03           | 26     | 51:30           | 24     | 30:04        | 1:43:56     | 5       |
| Vasco Vilaça    | Mannen    | 21:10           | 28     | 51:29           | 18     | 30:06        | 1:43:58     | 6       |
| Melanie Santos  | Vrouwen   | 24:20           | 41     | 1:01:00         | 46     | 37:03        | 2:03:48     | 45      |
| Maria Tomé      | Vrouwen   | 24:17           | 39     | 57:34           | 14     | 33:55        | 1:57:13     | 11      |

Gemengd
| Atleet          | Evenement   | Zwemmen (300 m) | Rang 1 | Fietsen (7 km) | Rang 2 | Lopen (2 km) | Rang 3 | Totaal Groeps tijd | Ranking |
| --------------- | ----------- | --------------- | ------ | -------------- | ------ | ------------ | ------ | ------------------ | ------- |
| Ricardo Batista | Mixed relay | 4:20            | 12     | 9:22           | 9      | 4:59         | 7      | 20:16              | n.v.t.  |
| Melanie Santos  | Mixed relay | 5:05            | 8      | 10:27          | 4      | 5:49         | 8      | 43:10              | n.v.t.  |
| Maria Tomé      | Mixed relay | 4:19            | 5      | 9:31           | 5:02   | 20:16        | 3      | 20:16              | n.v.t.  |
| Vasco Vilaça    | Mixed relay | 5:04            | 4      | 11:02          | 4      | 5:58         | 5      | 23:42              | n.v.t.  |
| Totaal          | Mixed relay | n.v.t.          | n.v.t. | n.v.t.         | n.v.t. | n.v.t.       | n.v.t. | 1:27:08            | 5       |

### Wielersport

#### Baanwielrennen
Koppelkoers
| atleet                   | onderdeel            | punten | rondes | rang |
| ------------------------ | -------------------- | ------ | ------ | ---- |
| Iúri Leitão Ivo Oliveira | koppelkoers (mannen) |        |        |      |

Omnium
| atleet        | onderdeel        | scratchrace | scratchrace | temporace | temporace | afvalrace | afvalrace | puntenrace | puntenrace | totaal punten | rang |
| atleet        | onderdeel        | rang        | punten      | rang      | punten    | rang      | punten    | rang       | punten     | totaal punten | rang |
| ------------- | ---------------- | ----------- | ----------- | --------- | --------- | --------- | --------- | ---------- | ---------- | ------------- | ---- |
| Iúri Leitão   | omnium (mannen)  |             |             |           |           |           |           |            |            |               |      |
| Maria Martins | omnium (vrouwen) |             |             |           |           |           |           |            |            |               |      |

#### Mountainbiken
| atleet         | onderdeel               | tijd  | rang |
| -------------- | ----------------------- | ----- | ---- |
| Raquel Queirós | cross-country (vrouwen) | -2LAP | 29   |

#### Wegwielrennen
Mannen
| atleet          | onderdeel    | tijd     | rang |
| --------------- | ------------ | -------- | ---- |
| Rui Costa       | wegwedstrijd | 6:26:57  | 46   |
| Rui Costa       | tijdrit      | 39:00.07 | 25   |
| Nelson Oliveira | wegwedstrijd | 6:23:16  | 33   |
| Nelson Oliveira | tijdrit      | 37:43.15 | 7    |

Vrouwen
| atleet         | onderdeel    | tijd    | rang |
| -------------- | ------------ | ------- | ---- |
| Daniela Campos | wegwedstrijd | 4:07:06 | 41   |

### Zeilen
Mannen
| atleet          | onderdeel | race | race | race | race | race | race | race | race | race        | race        | race   | race   | race           | netto punten | eindnotering |
| atleet          | onderdeel | 1    | 2    | 3    | 4    | 5    | 6    | 7    | 8    | 9           | 10          | 11     | 12     | M              | netto punten | eindnotering |
| --------------- | --------- | ---- | ---- | ---- | ---- | ---- | ---- | ---- | ---- | ----------- | ----------- | ------ | ------ | -------------- | ------------ | ------------ |
| Eduardo Marques | ILCA 7    | 5    | 11   | 31   | 15   | 35   | 1    | 44   | 3    | geannuleerd | geannuleerd | n.v.t. | n.v.t. | niet geplaatst | 101          | 11           |

Vrouwen
| atleet                | onderdeel    | voorrondes | voorrondes | voorrondes | voorrondes | voorrondes | voorrondes | voorrondes | voorrondes | voorrondes | voorrondes | voorrondes | voorrondes | kwartfinale | halve finale(s) | halve finale(s) | halve finale(s) | halve finale(s) | halve finale(s) | halve finale(s) | finales(s) | finales(s) | finales(s) | finales(s) | finales(s) | finales(s) | rang |
| atleet                | onderdeel    | 1          | 2          | 3          | 4          | 5          | 6          | 7          | 8          | 9          | 10         | 11         | 12         | kwartfinale | 1               | 2               | 3               | 4               | 5               | 6               | 1          | 2          | 3          | 4          | 5          | 6          | rang |
| --------------------- | ------------ | ---------- | ---------- | ---------- | ---------- | ---------- | ---------- | ---------- | ---------- | ---------- | ---------- | ---------- | ---------- | ----------- | --------------- | --------------- | --------------- | --------------- | --------------- | --------------- | ---------- | ---------- | ---------- | ---------- | ---------- | ---------- | ---- |
| Mafalda Pires de Lima | Formula Kite |            |            |            |            |            |            |            |            |            |            |            |            | n.v.t.      |                 |                 |                 |                 |                 |                 |            |            |            |            |            |            |      |

Gemengd
| atlete                    | onderdeel | race | race | race | race | race | race | race | race | race        | race        | race   | race   | race | netto punten | eindnotering |
| atlete                    | onderdeel | 1    | 2    | 3    | 4    | 5    | 6    | 7    | 8    | 9           | 10          | 11     | 12     | M    | netto punten | eindnotering |
| ------------------------- | --------- | ---- | ---- | ---- | ---- | ---- | ---- | ---- | ---- | ----------- | ----------- | ------ | ------ | ---- | ------------ | ------------ |
| Diogo Costa Carolina João | 470       | 20   | 3    | 16   | 14   | 2    | 4    | 2    | 8    | geannuleerd | geannuleerd | n.v.t. | n.v.t. | 4    | 53           | 5            |

### Zwemmen
Mannen
| Atleet            | Onderdeel         | Series | Series | Halve finale   | Halve finale   | Finale         | Finale         |
| Atleet            | Onderdeel         | Tijd   | Rang   | Tijd           | Rang           | Tijd           | Rang           |
| ----------------- | ----------------- | ------ | ------ | -------------- | -------------- | -------------- | -------------- |
| Miguel Nascimento | 50 m vrije slag   | 22,49  | 36     | Niet geplaatst | Niet geplaatst | Niet geplaatst | Niet geplaatst |
| Diogo Ribeiro     | 50 m vrije slag   | 21,91  | 13 Q   | 22,01          | 16             | Niet geplaatst | Niet geplaatst |
| Diogo Ribeiro     | 100 m vrije slag  | 48,88  | 28     | Niet geplaatst | Niet geplaatst | Niet geplaatst | Niet geplaatst |
| Diogo Ribeiro     | 100 m vlinderslag | 51,90  | 20     | niet geplaatst | niet geplaatst | niet geplaatst | niet geplaatst |
| João Costa        | 100 m rugslag     | 54,90  | 32     | Niet geplaatst | Niet geplaatst | Niet geplaatst | Niet geplaatst |

Vrouwen
| atleet         | onderdeel       | series  | series | halve finale   | halve finale   | finale         | finale         |
| atleet         | onderdeel       | tijd    | rang   | tijd           | rang           | tijd           | rang           |
| -------------- | --------------- | ------- | ------ | -------------- | -------------- | -------------- | -------------- |
| Camila Rebelo  | 200 m rugslag   | 2.11,26 | 19     | niet geplaatst | niet geplaatst | niet geplaatst | niet geplaatst |
| Angélica André | 10km open water | n.v.t.  | n.v.t. | n.v.t.         | n.v.t.         |                |                |